# Okolnica (rodzaj wsi)

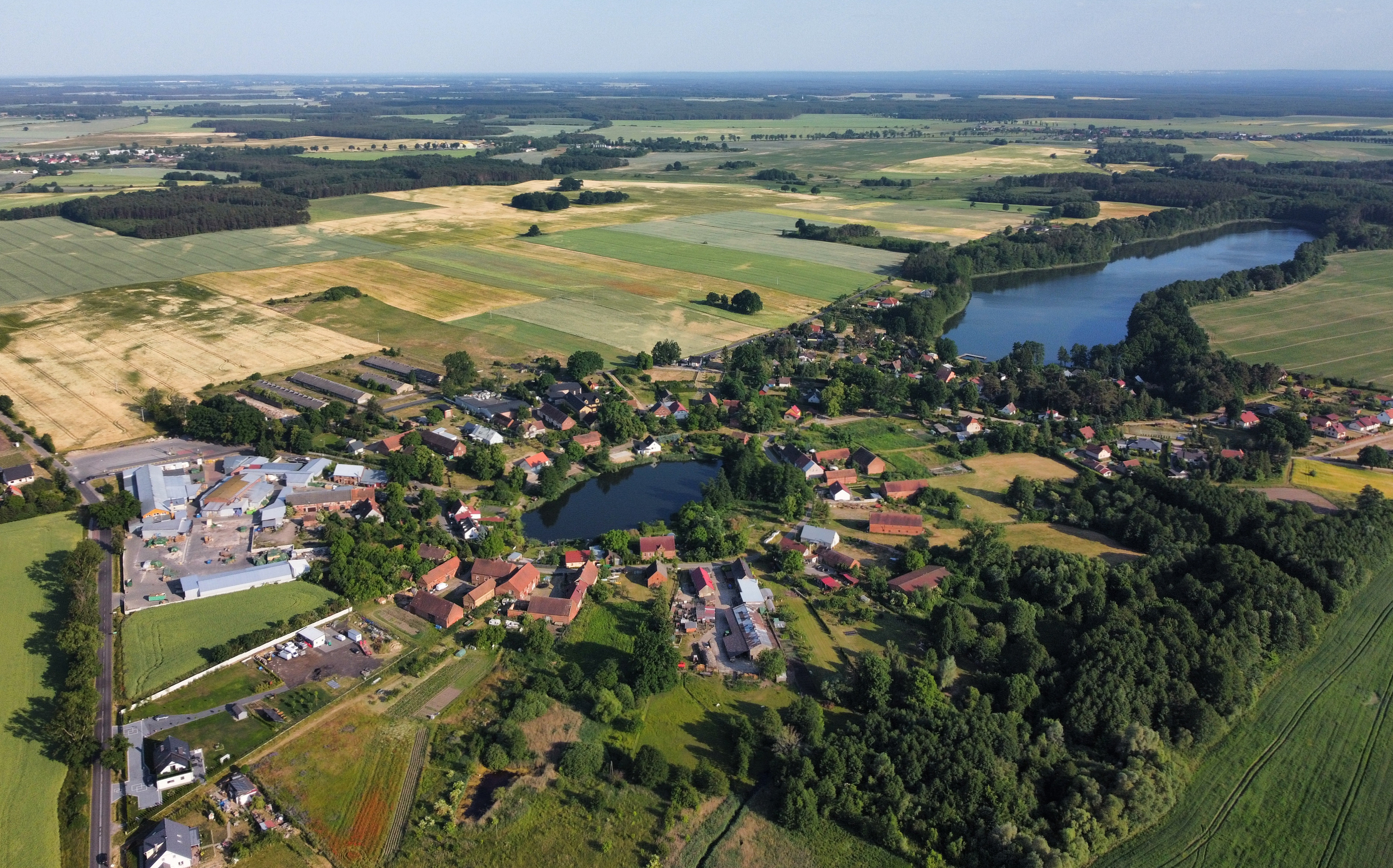
Wieś Łąkie widziana z powietrza

Okolnica – schemat

Wieś placowa (owalnica) – schemat

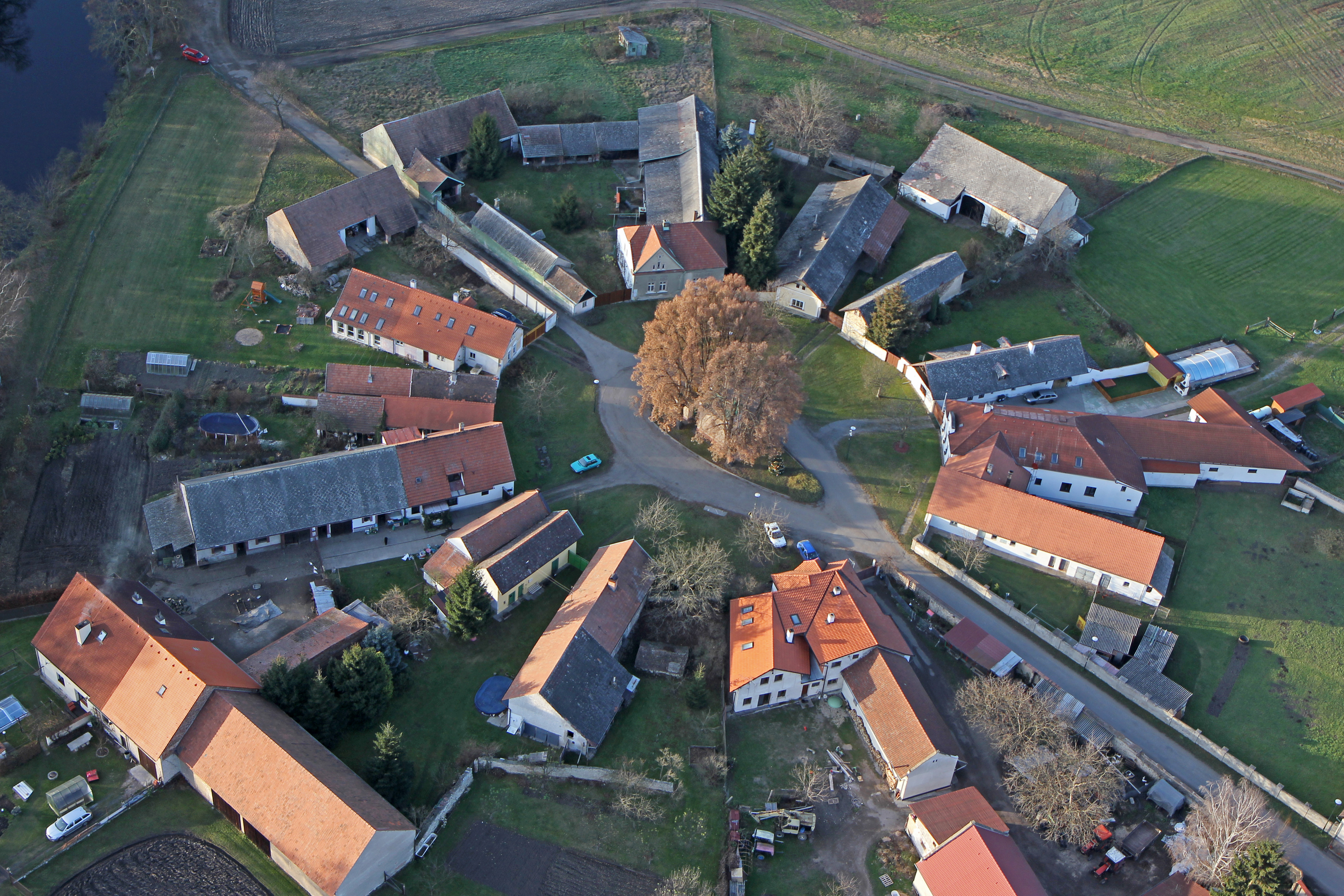
Byšičky (Republika Czeska)

Okolnica, zwana też niekiedy okólnicą – rodzaj wsi, w której zagrody są ustawione zwarcie w krąg lub podkowę wokół środkowego placu (nawsia, majdanu). Okolnice były zakładane najczęściej na wykarczowanych polanach leśnych. Do wsi prowadziła jedna, czasami dwie, drogi. Pierwotnie majdan był zamykany i służył do gromadzenia spędzanych na noc zwierząt gospodarskich, zapewniając im ochronę przed drapieżnikami. Ustawione ciasno w kręgu zabudowania ułatwiały także mieszkańcom obronę przed atakującymi nieprzyjaciółmi.
W okresie późniejszym na majdanie budowany był kościół lub zakładany staw. Typowy dla okolnicy jest niwowy lub blokowy układ pól. Ze względu na rodzinny charakter tych wczesnośredniowiecznych wsi nie trzeba było wprowadzać podziału ziemi. Typ słowiański wsi, popularny niegdyś na Pomorzu i w Czechach.
Okolnica (podobnie jak ulicówka i rzędówka) należy do form zabudowy planowej – to jest realizowanej zgodnie z wcześniej przyjętą koncepcją.
Do obecnych czasów zachowało się w Polsce niewiele wsi z czytelną formą okolnicy. Przykładowymi są: Czerwona przysiółek wsi Gronowice, Chorzewo koło Pniew, a także wieś Łąkie koło Świebodzina oraz Jamno i Łabusz w granicach Koszalina.
Wieś placowa, owalnica, oblicówka, rozbudowana okolnica – typ wsi budowanej wokół centralnego placu, zwarte zabudowania tworzą zamknięty pierścień z jednym lub dwoma wejściami do wsi. Plac o zróżnicowanym kształcie (owalnym, eliptycznym) zwany nawsiem zabudowany, ale wyłącznie obiektami wspólnymi dla wszystkich mieszkańców, takimi jak staw, cmentarz, kościół. Często z jednej strony wejścia znajduje się brama, a z drugiej kościół.
Wieś owalnica – osada o zarysie wrzeciona, z owalnym (wydłużonym) placem między dwiema łukowatymi liniami zabudowy.
Występuje licznie między Odrą a Łabą. Jest charakterystycznym typem wsi dla Czech. Układ pól regularny niwowy lub blokowy.